# رامي زيدان
رامي زيدان (العربية: رامي زيدان، العبرية: רמי זידאן) درزي إسرائيلي، عالم سياسية ومؤرخ، وهو حاليًا أستاذ مشارك لدراسات إسرائيل في جامعة كانساس (الولايات المتحدة الأمريكية). الدكتور زيدان هو المحرر المؤسس لـمجلة الدراسات الدرزية (DSJ).

## التعليم والمسيرة المهنية
درس زيدان في جامعة حيفا في إسرائيل، وأكمل درجة الدكتوراه عام 2013. قبل الانضمام إلى جامعة كانساس، شغل مناصب في مركز برلين للعلوم للأبحاث الاجتماعية، جامعة نيويورك، مركز لايبنتس للشرق الحديث، أكاديمية كنيرت، الجامعة الإسرائيلية المفتوحة، وجامعة كاليفورنيا، بركلي.
في كانساس، زيدان عضو هيئة تدريس في برنامج الدراسات اليهودية، ومنتسب إلى مركز الدراسات العالمية والدولية. خدم في مجلس إدارة رابطة دراسات إسرائيل (AIS) من 2015 إلى 2021 وشغل منصب محرر مراجعات الكتب في مجلة إسرائيل دراسات ريفيو منذ 2021. تمت ترقية زيدان إلى أستاذ مشارك.
هو مدافع عن النشر الأكاديمي مفتوح الوصول وهو رئيس تحرير مجلة الدراسات الدرزية (DSJ). نظم ندوة الدراسات الدرزية في جامعة كانساس في خريف عام 2023.

## أعمال علمية
تتناول أعمال زيدان جوانب مختلفة من التاريخ الحديث ووضع عرب 48 والدروز في إسرائيل.
نُشر كتابه الأول، "كتيبة العرب - تاريخ وحدة الأقليات في جيش الدفاع الإسرائيلي من 1948 إلى 1956" باللغة العبرية عن دار مودان للنشر عام 2015. نُشر كتابه الثاني، "المجتمع العربي-الفلسطيني في النظام السياسي الإسرائيلي: التكامل مقابل الفصل في القرن الحادي والعشرين"، عن دار ليكسينغتون للنشر عام 2019.

## مختارات من المنشورات

### كتب
- زيدان، ر. (2019). المجتمع العربي-الفلسطيني في النظام السياسي الإسرائيلي: التكامل مقابل الفصل في القرن الحادي والعشرين. رومان آند ليتلفيلد.
- زيدان، ر. (2015). كتيبة العرب: تاريخ الأقليات في جيش الدفاع الإسرائيلي. [بالعبرية] تل أبيب: مودان.

### مقالات
- زيدان، ر. (2024). تصويت الدروز في إسرائيل: بين الأيديولوجيا والوضع الاجتماعي-الاقتصادي والقرابة وقانون أساس: إسرائيل الدولة القومية للشعب اليهودي. الديمقراطية، 1-21.
- زيدان، ر. (2024). الهوية الاجتماعية والسلوك الانتخابي في مجتمع منقسم بعمق: حالة إسرائيل. مجتمعات، 14(9)، 177.
- حضران، ي.، ريد، م. أ.، شابلر، ب.، تيماني، هـ. س.، وزيدان، ر. (2024). وضع دراسات الدروز وإطلاق مجلة دراسات الدروز (DSJ). مجلة دراسات الدروز 1.
- جونسون، س.، وزيدان، ر. (2024). ببليوغرافيا الأدبيات الدورية عن الدروز في عام 2023. مجلة دراسات الدروز 1.
- زيدان، ر.، وهوغان، ر. إ. (2022). الارتباط بين الميزانيات وامتحانات الثانوية: حالة المدارس اليهودية والعربية في إسرائيل. علوم التربية، 12(8)، 545.
- زيدان، ر. (2022). الفلسطينيون في إسرائيل: دراسات حديثة في السياسة والدين. بستان: مراجعة كتاب الشرق الأوسط، 13(1)، 20-33.
- بيرى، أ.، زيدان، أ.، وزيدان، ر. (2021). الرغبة في دفع الضرائب من خلال الثقة المتبادلة: تأثير العدالة، والحوكمة، وإنفاذ الضرائب، والاستعانة بمصادر خارجية على معدلات تحصيل الضرائب المحلية. الحوكمة، 1-24.
- زيدان، ر.، وويلكوكسون، ج. (2021). أوباما مقابل ترامب - مقاربات مختلفة للصراع الإسرائيلي-الفلسطيني: أساليب الربح للجميع مقابل الربح والخسارة والوساطة البحتة مقابل وساطة القوة. جغرافي العالم العربي، 24(1)، 1-24.
- زيدان، ر.، ولوش، م. (2021). نساء الدروز والجندر في المجتمع الدرزي: مراجعة منهجية للأدبيات. أديان 12(12): 1111.
- زيدان، ر. (2020). إعادة النظر في الرواية الدرزية في أعقاب قانون الأساس: إسرائيل الدولة القومية للشعب اليهودي. دراسات إسرائيل، 25(3)، 153–166.
- زيدان، ر. (2019). الانتخابات الرئاسية الأمريكية 2016: ما الذي أخطأ في استطلاعات ما قبل الانتخابات؟ التركيبة السكانية تساعد في التفسير. ج، 2، 84–101.
- زيدان، ر. "الجماعة الدرزية في إسرائيل." بيبلوغرافيات أكسفورد في "دراسات يهودية". إعداد نعومي سيدمان. نيويورك: مطبعة جامعة أكسفورد. 27 فبراير 2019.
- زيدان، ر. (2019). دور الخدمة العسكرية في دمج/فصل المسلمين والمسيحيين والدروز داخل إسرائيل." مجتمعات 9(1): 1
- زيدان، ر. (2018). التنبؤ بالتصويت في الانتخابات البلدية القائمة على القرابة - حالة البلدات العربية في إسرائيل. مجلة شؤون الأقليات المسلمة، 38(1)، ص 87-102.
- زيدان، ر. (2017). أكبر، ولكن ليس دائمًا أفضل: الحجم والديمقراطية المحلية في الحكومات المحلية الإسرائيلية المدمجة. مجلة الشؤون الحضرية، 39 (5)، ص 711-728.
- زيدان، ر.، فيغودا-غادوت، إ.، وبن-آرتزي ي. (2017). "أسباب (وحلول لـ؟) الأزمات المالية في الحكومات المحلية: رؤى من السلطات العربية المحلية في إسرائيل"، الإدارة والمجتمع، 49 (7)، ص 1065-1083. (نشر مسبق عبر الإنترنت 21 نوفمبر 2014).
- زيدان، ر. (2013). "خطة إسرائيل لعام 2003 لتوحيد السلطات المحلية". الشؤون الإسرائيلية. 19:1: 170–190.